# Pontsko-kaspijska stepa
Pontsko-kaspijska stepa je velika stepa koja se prostire od sjeverne obale Crnoga mora prema istoku sve do Kaspijskoga jezera, tj. od Dobrudže u sjeveroistočnoj Bugarskoj i sjeverozapadnoj Rumunjskoj, kroz Moldaviji, prema ruskom Sjevernome Kavkazu te područja uz rijeku Volgu, sve do sjeverozapadnoga Kazahstana, čineći dio Euroazijske stepe. Istočno od Pontsko-kaspijske stepe nalazi se Kazaška stepa. Pontsko-kaspijska stepa je dio paleoarktičkih umjerenih travnjaka, savana i grmovitih ekoregije umjereno travnjačke, savanske i grmovite biome.
Područje Pontsko-kaspijske stepe odgovara području koji su tijekom antike nastanjivali Kimerijci, Skiti i Sarmati. 
Kroz nekoliko tisućljeća u području Pontsko-kaspijske stepe pribivali su razne skupine euroazijskih konjaničkih nomada, odakle su započinjali svoje pljačkaške i osvajačke pohode, najčešće prema Istočnoj Europi te Zapadnoj i Južnoj Aziji.
Pojam Pontsko-kaspijske regije u biogeografiji upotrebljava se za životinjske i biljne vrste koje dolaze iz ovih krajeva, te za životinje s obala Crnoga i Azovskoga mora te Kaspijskoga jezera. Genetska istraživanja identificirala su ovo područje kao najvjerojatnije područje gdje su konji prvi put bili pripotomljeni.
Prema Kurganskoj teoriji Pontsko-kaspijska stepa je bila pradomovina Indoeuropljana te Indoeuropskoga prajezika.

## Zemljopis i ekologoija
Pontsko-kaspijska stepa zauzima područje od 994,000 km2 Europe te se prostire od Dobrudže u sjeveroistočnoj Bugarskoj i sjeverozapadnoj Rumunjskoj, kroz Moldaviji, prema ruskom Sjevernome Kavkazu te područja uz rijeku Volgu, sve do sjeverozapadnoga Kazahstana. 
Pontsko-kaspijska stepa na sjeveru graniči s istočnoeuropskom šumskom stepom, tranzicijskom zonom između mješanih travnjaka i širokolisnih i mješovitih šuma umjerenih predjela. Pontsko-kaspijska stepa se na jugu širi prema Crnom moru, osim kod Krimskih planina i granice zapadnoga Kavkaza s morem, gdje Krimski submediteranski šumski kompleks definira južni rub Pontsko-kaspijske stepe. Stepa se dalje širi prema zapadnoj obali Kaspijskoga jezera preko ruske republike Dagestan, no Kaspijska depresija uonemogujuće povezivanje Pontsko-kaspijske stepe zajednos sjevernom i sjeverozapadnom obalom Kaspijskoga jezera. Kazaška stepa se nalazi na istočnoj granici Pontsko-kaspijske stepe.  
Pontsko-kaspijska mora ostatci su Turgajskoga mora, ekstencije Paratetisa koje se pružalo istočno i južno od Urala te je pokrivalo veliki dio današnje Zapadnosibirske nizine u Mezozoiku i Kenozoiku.

## Prapovijesne kulture
- Kultura linearnotrakaste keramike 5500. pr. Kr. – 4500. pr. Kr.
- Kultura Cucuteni-Tripolje 5300. pr. Kr. – 2600. pr. Kr.
- Kultura Hvaljinsk 5000. pr. Kr. – 3500. pr. Kr.
- Kultura Srednji Stog 4500. pr. Kr. – 3500. pr. Kr.
- Kultura kurgana 3500. pr. Kr. – 2300. pr. Kr.
- Kultura katakombi 3000. pr. Kr. – 2200. pr. Kr.
- Kultura Srubnaja 1600. pr. Kr. – 1200. pr. Kr.
- Kultura Novočerkask 900. pr. Kr. – 650. pr. Kr.

## Povijesni narodi i države
- Kimerijci 12. stoljeće pr. Kr. – 7. stoljeće pr. Kr.
- Dačani 11. stoljeće pr. Kr. – 3. stoljeće po. Kr.
- Skiti 8. stoljeće pr. Kr. – 4. stoljeće pr. Kr.
- Sarmati 5. stoljeće pr. Kr. – 5. stoljeće po. Kr.
- Ostrogoti 3. stoljeće – 6. stoljeće
- Huni 4. stoljeće – 8. stoljeće
- Bulgari (Onoguri) 4. stoljeće – 7. stoljeće
- Avari 6. stoljeće – 8. stoljeće
- Gok-Turci 6. stoljeće – 8. stoljeće
- Avari 6. stoljeće – 8. stoljeće
- Saviri 6. stoljeće – 8. stoljeće
- Hazari 6. stoljeće – 11. stoljeće
- Pečenezi 8. stoljeće – 11. stoljeće
- Kipčaci i Kumani 11. stoljeće – 13. stoljeće
- Mongolska Zlatna Horda 13. stoljeće – 15. stoljeće
- Kozaci, Kalmici, Krimski Tatari, Povolški Bugari, Nogajci te ostali turkijski narodi, plemena i države 15. stoljeće – 18. stoljeće
- Pontski Grci i Kavkaski Grci 15. stoljeće – 19. stoljeće
- Rusko Carstvo 18. stoljeće – 20. stoljeće
- SSSR 20. stoljeće

## Vanjske poveznice
- Pontsko-kaspijska stepa na WWF-u
- Google karte: Pontsko-kaspijska stepa